# Суворова, Анна Александровна
А́нна Алекса́ндровна Суво́рова (род. 3 августа 1977, Пермь) — российский искусствовед, культуролог, историк искусства, специалист по аутсайдерскому и наивному искусству, современным арт-практикам. Доктор искусствоведения (2021), профессор Высшей школы экономики и РГПУ им. А. И. Герцена.

## Биография
Окончила Санкт-Петербургский государственный академический институт живописи, скульптуры и архитектуры им. И. Е. Репина в составе Академии художеств по специальности «История и теория изобразительного искусства», квалификация «Искусствовед» (2002). Училась в Университете Хельсинки, Таллиннском университете, Бард-колледже.
Работала в Пермской государственной художественной галерее (старший научный сотрудник в 2002—2007 годах) и Музее современного искусства PERMM (руководитель выставочного отдела в 2014—2015 годах, заместитель руководителя отдела по научным исследованиям в 2016—2018 годах). 31 октября 2008 года в СПбГУП защитила кандидатскую диссертацию «Станковая графика Прикамья второй половины XX века. Проблемы. Тенденции. Имена» (научный руководитель Н. С. Кутейникова; официальные оппоненты В. В. Бабияк и Н. В. Казаринова). Научный руководитель проекта «Музей советского наива» в Перми (2012—2013).
Была куратором выставок и проектов «Иван Лукиных. Пермь. Гиперреальность» (Пермь, 2009); «Вектор Перми» (Пермь, 2010); «(Без)условная реальность. Новое искусство Перми» (Музей современного искусства Эрарта; 2012); «Перемещение зрителей» (Музей современного искусства PERMM, 2016); «Живая пустота» (Музей современного искусства PERMM, 2015); «Современная графика по Брайлю» (, 2016; «Геопоэтика. Новое искусство Перми» (Музей современного искусства PERMM; 2017); «Пермь‑Третья» (Музей современного искусства PERMM, 2018); «30+. Выставка к тридцатилетию киностудии „Новый курс“» (Пермь, 2019) и др. Преподавала в ПГАИК/ПГИК (старший преподаватель, доцент, заместитель заведующего кафедрой культурологии в 2007—2016 годах) и на кафедре истории философии (культурологии и социально-гуманитарных технологий) ПГНИУ (2016—2022); руководитель магистратуры «Искусства и гуманитарные науки» ПГНИУ.
С 2019 года руководитель майноров «Визуальные медиа: теория, история, практика» и «Современные художественные практики и институции» в НИУ «Высшая школа экономики». 7 июня 2021 года в РГПУ им. А. И. Герцена защитила докторскую диссертацию «Дискурс аутсайдерского искусства в культуре XX — начала XXI века» (официальные оппоненты А. Ю. Демешина, Д. А. Попов и А. К. Якимович).
С 2022 года ведёт исследование практик репрезентации и форм воплощения постгуманистических идей и теорий в актуальном искусстве в рамках научно-исследовательского проекта «Постгуманизм(ы) в медиакультуре и искусстве: теории и практики репрезентации „нечеловеческого“» НИУ «Высшая школа экономики». Приглашенный профессор School of Advaneced Studies.
С 2023 года — руководитель научного проекта «Маргинальность и модусы инклюзии в современной культуре» в Российском государственном педагогическом университете им. А. И. Герцена.
Член двух диссертационных советов, созданных на базе Российского государственного педагогического университета им. А. И. Герцена: 33.2.018.14 по профилю 5.10.1. Теория и история культуры, искусства (философские науки, искусствоведение, культурология) и 33.2.018.16 по профилю 5.10.3. Виды искусства (изобразительное и декоративно-прикладное искусство, архитектура) (искусствоведение).
Член Международного совета музеев при ЮНЕСКО (ИКОМ), Европейской ассоциации аутсайдерского искусства (European Outsider Art Association), Российского эстетического общества. Входила в состав жюри Международного фестиваля документального кино «Флаэртиана» (2015). Соорганизатор благотворительного аукциона «Всякое добро». Лауреат премии «Серебряный лучник» (2018) в номинации «Продвижение культуры и исторического наследия».
Живёт и работает в Санкт-Петербурге.

## Научная деятельность
Ключевые направления научных исследований Анны Суворовой связаны с изучением творчества художников-аутсайдеров и наивного искусства, дискурс-анализа различных сложных феноменов искусства, а также феноменов современного искусства в перспективе гендерных исследований, дискурса власти, в контексте теорий постгуманизма.
Исследования Анны Суворовой посвящены связям искусства аутсайдеров с психиатрическим дискурсом, визионерским искусством, искусством авангарда (экспрессионизма и сюрреализма), философией. Ряд публикаций связан с анализом творчества Адольфа Вёльфли, Хильмы аф Клинт, Евгения Габричесвского и других европейских и американских аутсайдерского искусства.
Также Анной Суворовой ведутся исследования советского и российского аутсайдерского искусства, его связей с контекстом психиатрии и идеологии, коллекционерами и истории изучения искусства аутсайдеров. Исследования посвящены Александру Лобанову, Алексу Хаткевичу, Владимиру Зороастрову и др.
Советское наивное искусство исследуется Анной Суворовой в перспективе дискурс-анализа. Наиболее значительные работы, посвященные советскому наивному искусству связаны с феноменом коллективной памяти, конструированием идентичности, идеологическими нарративами.
Участие в научных симпозиумах и конференция (избранные доклады)
- II Международный конгресс «Психическое здоровье человека XXI века» (подраздел — Симпозиум «Арт-терапия в лечебно-реабилитационной практике и искусство аутсайдеров: грани созвучия»). Союз охраны психического здоровья. 5-7 октября 2018 года, Москва. Доклад: «Дискурс искусства аутсайдеров в исторической перспективе».
- Международная научная конференция «Актуальные проблемы теории и истории искусства». Санкт-Петербургский государственный университет; Московский государственный университет им. М. В. Ломоносова; Государственный Эрмитаж. 26-30 октября 2020 года, Санкт-Петербург. Доклад: «Наивное искусство периода „застоя“: между конформностью и нон-конформизмом».
- Международная научная конференция «Aesthetics of Cruelty: Representations of Violence and Dehumanisation in Russia and South Africa». Stellenbosch University, South Africa. 9-10 декабря 2020 года. Доклад: Outsider Art and Soviet Psychiatry: Alexander Lobanov’s case.
- Международная научная конференция «Медиакосм-2021. Космос как пространство соучастия». НИУ ВШЭ (при участии Музея космонавтики и при поддержке журнала «Теория моды»). 24-25 сентября 2021 года, Москва. Доклад: «Образы космоса в визионерском и аутсайдерском искусстве XX — начала XXI века».
- Международная научная конференция «Историко-культурное наследие в цифровом измерении». Пермский государственный национальный исследовательский университет Историко-политологический факультет Центр цифровой гуманитаристики ПГНИУ. 20-22 октября 2021 года, Пермь. Доклад: «Подходы к цифровым исследованиям искусства аутсайдеров».
- Международная научная конференция «Аутсайдерское искусство в междисциплинарной перспективе». Всероссийская государственная библиотека иностранной литературы имени М. И. Рудомино. 6-7 декабря 2021 года, Москва. Доклад: Горизонтальный архив неинституционализированного искусства: теоретические подходы проекта.
- Международный научный семинар «’Legacies of Dehumanization’: three years of cooperation between South Africa and the Russian Federation». Institute for the Academic Study of Eastern Christianity (INaSEC), Theology and Religion in Post-Trauma Societies, Vrije University, Amsterdam. 18 декабря 2021 года. Доклад: Outsider Art and Psychiatry in late Soviet period (1970s-early 1990s).
- XIX международная конференция «Взаимодействие литератур в мировом литературном процессе. Проблемы теоретической и исторической поэтики». Гродненский государственный университет, им. Янки Купалы, 22-24 сентября 2022 года, Республика Беларусь, Гродно. Доклад: «От войны к войне: художник как свидетель».
- Всероссийская научная конференция «Инклюзивные дискурсы в перформативных искусствах: эстетика, этика, политика, экология, гендер». РАНГХиГС; 7-8 октября 2022 года, Москва. Доклад: «Аутсайдерское искусство: от признания — к исчезновению?»
- Второй международный Петербургский исторический форум «Диалог и взаимодействие культур на постсоветском пространстве». Санкт-Петербургский государственный университет; соорганизаторы Государственный Эрмитаж, Санкт-Петербургский Институт истории РАН, Московский государственный университет имени М. В. Ломоносова; 10-16 октября 2022 года, Санкт-Петербург. Доклад: «Искусство аутсайдеров в современной России: кураторские стратегии и институциональные оптики».
- Международная научная конференция «Цивилизационные коды России (к столетию философского парохода)». Санкт-Петербургский государственный университет; 17-18 ноября 2022 года, Санкт-Петербург. Доклад: «Переосмысляя маргинальность».
- Шестая международная научная конференция «Медиакосм» «О космосе на разных языках». НИУ ВШЭ; 16 февраля 2023 года. Доклад: «Космос аутсайдеров: от марсианского языка Элен Смит до „Мира Дюны“ Марка Полония»
- X Всероссийская научно-практическая конференция «Художественные практики и арт-терапия в психиатрии». Союз Охраны Психического Здоровья; 16 февраля 2023 года. Доклад: «Искусство аутсайдеров и психиатрия: трансформация дискурсивных связей»

## Основные работы

#### Книги
- Суворова А. А. Современное искусство. Учебное пособие для магистерской программы «Искусство и гуманитарные науки». Пермь: ПГНИУ, 2016. 216 c.
- Суворова А. А. Аутсайдерское искусство в России: тенденции, темы, образы. — М.: Городец, 2020. — 200 с.
- Rhodes C., Suvorova A. Alex Xatkevich. The Purpose Will be Afterwards to Forget / С. Rhodes, А. Suvorova. — Kindle Edition, 2020. — 48 p.
- Suvorova A. Russian Outsider Art and Religion / А. Suvorova. — London: Lighting Source UK Ltd.; Milton Keynes UK, 2020. — 96 p.
- Суворова А. А. Искусство аутсайдеров и авангард. — М.: Новое литературное обозрение, 2022. — 156 с.

#### Научные статьи
- Суворова А. А. Пролеткульт и счастье: пролетариат как новый творческий субъект (К проблеме истоков самодеятельного творчества в СССР) // Политизация поля искусства: исторические версии, теоретические подходы, эстетическая специфика: монография / сост. и науч. ред. Т. А. Круглова. — Екатеринбург: Урал. федер. ун-т им. первого Президента России Б. Н. Ельцина: Гуманитарный университет, 2015.
- Suvorova A. Dynamic Similarity: Outsider Art and Avant-garde // Convention 2017 «Modernization and Multiple Modernities» (ISPS Convention 2017) (Ekaterinburg, Russia, 28-29 April, 2017). — Dubai : Knowledge E, 2018. — KnE Social Sciences, 3 (7). — pp. 162—174. — DOI 10.18502/kss.v3i7.2472
- Суворова А. А. Дискурс самодеятельного искусства в период застоя (на материале публикаций в художественных журналах) // Известия Уральского федерального университета. Серия 2: Гуманитарные науки. — 2017. — Т. 19, № 4 (169). — С. 241—254.
- Суворова А. А. Живопись Хильмы аф Клинт в дискурсе искусства аутсайдеров // Артикульт. — 2018. — № 31 (3-2018). — С. 37-44.
- Суворова А. А. Понятие «искусство аутсайдеров»: границы и смежные феномены // Культурный код. 2018
- Суворова А. А. Тактики «маргиналов»: к проблеме методологии аутсайдерского искусства (постсоветский кейс) // Журнал исследований социальной политики. — 2018. — Т. 16, № 2. — С. 237—250.
- Суворова А. А. Сюрреализм и искусство аутсайдеров // Международный журнал исследований культуры. — 2018. — № 4 (33). — С. 187—207.
- Суворова А. А. Экспрессионизм и искусство душевнобольных // Искусствознание. — 2018. — № 4. — С. 278—301.
- Суворова А. А. Наука и искусство аутсайдеров: случай Евгения Габричевского (1893—1979) // История науки и техники. — 2019. — № 2. — С. 55-64.
- Суворова А. А. Деятельность Жана Дюбюффе и дискурс ар брюта // Вестник РГГУ. Серия «Философия. Социология. Искусствоведение». — 2019. — № 3. — С. 118—131.
- Суворова А. А., Кудрин С. К. Дискурсивные смещения в философии и эстетике французского искусства второй половины 1940-х — 1950-х годов: от ар брюта Жана Дюбюффе до «нового реализма» Ива Кляйна // Международный журнал исследований культуры. — 2019. — № 3 (36). — С. 220—230.
- Суворова А. А. Религиозные мотивы в современном российском аутсайдерском искусстве: творчество Владимира Зороастрова // Культурное наследие России. — 2019. — № 3. — C. 85-93.
- Суворова А. А. Александр Лобанов: рецепция политического в советском аутсайдерском искусстве // Quaestio Rossica. — 2020. — № 4. — С. 1581—1596.
- Суворова А. А. Скрытое искусство: рецензия на издание «The Hidden Art: 20th — early 21st Century Self-thought Artist from the Audrey B. Heckler Collection» // Международный журнал исследований культуры. — 2020. — № 2 (39). — С. 168—174.
- Суворова А. А. Аутсайдерское искусство в культурологической перспективе // Вестник культуры и искусств. — 2020. — № 4 — С. 82-91.
- Суворова А. А. Рефлексия культуры в аутсайдерском искусстве (творчество Ксении Беляевой) // Культурное наследие России. — 2020. — № 3. — C. 35-40.
- Суворова А. А. Коллекционер как актор культуры: от личной истории к новым феноменам (Владимир Гаврилов: коллекционер, исследователь, просветитель). Ч. 1 // Общество. Среда. Развитие. — 2020. — № 3. — С. 55-59.
- Суворова А. А. Коллекционер как актор культуры: от личной истории к новым феноменам (Владимир Гаврилов: коллекционер, исследователь, просветитель). Ч. 2 // Общество. Среда. Развитие. — 2020. — № 4. — С. 8-12.
- Суворова А. А. Психиатрический пациент как художник: формирование дискурса аутсайдерского искусства в первой четверти XX века // Вестник Томского государственного университета. Культурология и искусствоведение. — 2021. — № 1 (41). — С. 185—197.
- Suvorova A. Modes of Monstrosity in Visionary and Outsider Art: from Divine to Machine and back (Суворова А. А. Модусы монструозности в визионерском и аутсайдерском искусстве: от божественного к машинному и обратно) // Наука телевидения. — 2023. — № 19 (3). — C.175-197. DOI: https://doi.org/10.30628/1994-9529-2023-19.3-175-197. EDN: AWWRNY[3]
- Suvorova A.A. La révolution de 1917 et la période post-révolutionnaire dans l’art naïf soviétique et post-soviétique. ILCEA est la revue portée par l’ILCEA4 (Institut des langues et cultures d’Europe, Amérique, Afrique, Asie et Australie — E.A. 7356. #36. 2019.
- Суворова А. А. Аутсайдерское искусство и философия XX века: дискурсивные сближения // Международный журнал исследований культуры. — 2021. — № 1 (42). — С. 94-108.
- Суворова А. А. Коллекционер как актор культуры: Владимир Абакумов и Музей творчества аутсайдеров // Общество. Среда. Развитие. — 2021. — № 1. — С. 46-50.
- Суворова А. А. Аутсайдерское искусство и философия XX века: дискурсивные сближения // Международный журнал исследований культуры. — 2021. — № 1 (42). — С. 94-108.
- Суворова А. А. Психиатрический пациент как художник: формирование дискурса аутсайдерского искусства в первой четверти XX века // Вестник Томского государственного университета. Культурология и искусствоведение. — 2021. — № 41. — С. 185—197.
- Суворова А. А. Советское наивное искусство: между конформностью и нон-конформизмом // Новое искусствознание. История, теория и философия искусства. — 2021. — № 3. — С. 82-90.
- Суворова А. А. Адольф Вёльфли в контексте психиатрии и авангардного искусства // Собрание. — 2022. — Март (17). — С. 88-108.
- Суворова А. А. Ксения Богемская: наивный «Дар» и «искусство посторонних» // Собрание. — 2022. — Декабрь (18). — С. 128—143.
- Suvorova Anna, Rhodes Colin. A Purpose To Remember // Raw Vision. — 2022/2023. — Winter (113). — P. 42-49[4].
- Суворова А. А. Образы идеального бытия в советском наивном искусстве // Вестник МГУКИ. — 2022. — № 6 (110). — С. 6-14.
- Суворова, А. А. Искусство аутсайдеров в пространстве художественного музея: от «сравнительного материала» к истории искусства (случай Museum of Modern Art) // Международный журнал исследований культуры. — 2023. — № 3 (52). — С. 6-21. DOI: 10.52173/2079-1100_2023_3_6
- Суворова А. А. Аутсайдерское искусство в современной России: кураторские стратегии и институциональные оптики // Ярославский педагогический вестник. 2023. № 2 (131). — С. 190—197.
- Суворова А. А. Искусство аутсайдеров и психиатрия: трансформация дискурсивных связей // Психическое здоровье. 2023. Т. 18. №. 4. — С. 78-80.

#### Каталоги выставок и собраний, музейные издания
- Живая пустота. Каталог выставки. Пермь: Музей современного искусства PERMM. 2016. — 48 с.
- Современная графика по Брайлю Каталог выставки. — Пермь: Музей современного искусства PERMM. 2017. — 64 с.
- Инсталляция в коллекции Музея современного искусства PERMM. Каталог коллекции. Пермь: Музей современного искусства PERMM. 2017. — 96 с.

#### Коллективные труды
- Философия и культурология в современной экспертной деятельности. — СПб.: Изд-во РГПУ им. А. И. Герцена, 2011. — 508 с.
- Трансформация Великой Утопии. Советское наивное искусство / под ред. А. А. Суворовой. — Пермь: Музей советского наива, 2012. — 112 с.
  - Bobrihin A.A., Leibowitz O.L., Suvorova A.A., Yankovskaya G.A. Transformation of the Great Utopia: The Soviet naive art. — Perm, 2012;
- Трагедия в углу // Ред.-сост. Д. Ю. Мачулина. М.: Ад Маргинем Пресс, 2018. — 656 с.
- Между автономией и протеизмом: формы/способы социокультурного бытия и границы современного искусства. — Екатеринбург: Уральский федеральный университет им. первого Президента России Б. Н. Ельцина ; Гуманитарный университет, 2020. — 330 c.
- Каталог выставки «Вне истеблишмента». — СПб: Государственный Русский музей, 2021.
- Русское маргинальное. Эстетика бриколажа. Каталог, альманах. — М.: АНО «Трансформатор», 2022. — 128 с.
- Человек в искусстве экспрессионизма / сост. И. И. Никольская. — СПб: Алетейя, 2022. — 672 с.
- Искусство на обочине. Творчество художников-аутсайдеров и инклюзивные практики в культуре XX — начала XXI века / Отв. ред. Н. А. Мусянкова. СПб.: Алетейя, 2022. — 408 с.
- Прошлое, которое не уходит: культурная травма, историческая память и идентичность : [монография] / О. М. Михайленок, А. В. Митрофанова, О. А. Богатова, А. А. Суворова [и др.]; отв. ред. А. В. Митрофанова ; ФНИСЦ РАН. — М. : ФНИСЦ РАН, 2023. — 216 с. // A.A.Suvorova. Alexander Lobanov: Political Reception in Soviet Outsider Art. С. 81-101[5]

#### Участие в научных симпозиумах и конференциях
Международная научная конференция «Человек в религиях мира». 22—23 сентября 2023 года, Россия, Москва. Доклад: «Храм всех святых и религий: религиозная символика и образность в вернакулярной архитектуре и любительском энвайронменте».
XIV международная конференция «Мир/миры будущего». 5—7 октября 2023 года, Москва. Доклад: «Космос как предчувствие: альтернативные мультиверсы в визионерском и аутсайдерском искусстве второй половины ХХ — первой четверти XXI века».
Международная научная конференция «Советский человек в период „развитого социализма“». 11—12 октября 2023 года, Санкт-Петербург. Доклад: «Образ наивного художника в поздней советской культуре».
Международная научная конференция «Центры и периферии: особенности взаимоотношений» (из цикла «Белоруссия и Украина: люди и идеи»).
17 октября 2023 года, Москва. Доклад: Творчество Язепа Дроздовича как феномен культурного аутсайдерства.
Международная конференции «Биографическая коллизия: теория, метод, нарратив». 26-29 октября 2023 года, Россия, Москва. Доклад: Авторские онтологии и биографическое измерение в творчестве художников-аутсайдеров.

#### Публичные лекции
- Виртуальный Русский музей. Лекция Анны Суворовой «Странное искусство» в начале XX века: между авангардом, философией и психиатрией
- Виртуальный Русский музей. Лекция Анны Суворовой «Рождение ар брюта: от маргиналий искусства к музею»
- Искусство аустайдеров и авангард. Презентация книги. Февральские диалоги с Николаем Солодовниковым